# Spis Odessa (film)
Spis Odessa (film) je filmová adaptace (koprodukce Velká Británie - Německo) románu Spis Odessa Fredericka Forsytha, o soupeření mezi německým novinářem a organizací ODESSA, sdružení bývalých příslušníků SS. Hlavní role se ujal Jon Voight, v režii Ronald Neame a s hudbou Andrew Lloyd Webbera.

## Zápletka
Děj filmu začíná 22. listopadu 1963, v den kdy byl John Fitzgerald Kennedy zastřelen při atentátu. Peter Miller, mladý německý novinář, pronásleduje sanitku na dálnici a zjišťuje, že jede vyzvednout tělo starého Žida, který přežil holokaust a spáchal sebevraždu. Novinář získá mužův deník, který obsahuje informace o jeho životě během pobytu v koncentračním táboře ve druhé světové válce. Obsahuje také seznam jmen členů SS, kteří utekli z tábora. Miller je šokován při čtení o důstojníku SS, Eduardu Roschmannovi, když zjišťuje jak zastřelil jiného důstojníka SS během hádky, okolností zjistí, že to byl právě Millerův otec, který byl zabit ve válce. Rozhodne se dopadnout Roschmanna a pomstít smrt svého otce. Miller se pod cizí identitou rozhodne přidat a infiltrovat ODESSU, k tomu aby mohl najít Roschmanna.

### Hrají
| Jon Voight        | Peter Miller           |
| Maximilian Schell | Eduard Roschmann       |
| Maria Schell      | paní Millerová         |
| Mary Tamm         | Sigi                   |
| Derek Jacobi      | Klaus Wenzer           |
| Peter Jeffrey     | David Porath           |
| Klaus Löwitsch    | Gustav Mackensen       |
| Kurt Meisel       | Alfred Oster           |
| Hannes Messemer   | generál Richard Glücks |
| Garfield Morgan   | izraelský generál      |
| Shmuel Rodensky   | Simon Wiesenthal       |
| Ernst Schröder    | Werner Deilman         |
| Günter Strack     | Kunik                  |
| Noel Willman      | Franz Bayer            |
| Martin Brandt     | Marx                   |